# Ħelwa
Le ħelwa ou de son nom complet le ħelwa tat-Tork (qui signifie bonbon turc) est une composition pâtissière issue de la tradition culinaire turque à base de tahini et connu dans d'autres tradition sous le nom de halva. Le nom halva est dérivé de l'arabe حلوى que l'on transcrit par ḥalwā qui porte la notion de douceur, qui exprime le sucré.

## Histoire
Peut être une des premières mentions du halva est une ancienne recette istanbuliote datée de 1473 dans les registres de cuisine du sultant Mehmed II qui appréciait particulièrement le helvâ-i-hakani (helva du souverain). Au XVe et XVIe siècles, les documents impériaux font mention d'une vingtaine de préparations, sésame, pistaches, amandes, mais aussi farine, riz, avec du sucre, du miel, etc. Certains halva pouvait être préparés sous forme de beignets frits.
Il n'existe pour le moment aucun document permettant de connaître la date et le vecteur d'introduction du halva dans l'archipel maltais.Le nom arabe de cette sucrerie rejoint alors le mot maltais ħelu qui signifie "douceur, affable".

## Tradition
À Malte, il est de tradition lors des festi de manger des nougats. Les boutiques foraines caractéristiques avec leurs vitrines circulaires proposent toujours en plus des nougats des ħelwa tat-Tork.
Le ħelwa tat-Tork est aussi très apprécié sur les tables lors des mariages ou offert aux invités.

## Composition
Le ħelwa tat-Tork est toujours une préparation à base de tahini qui est une pâte crémeuse faite à partir de graines de sésame broyées, avec du sucre et un peu d'eau, jusqu'à obtenir une pâte lisse. Le ħelwa tat-Tork  comporte, en plus du tahini, des ajouts de pistaches ou d'amandes. Les fabrications modernes comportent toutes sortes d'additions comme des fruits confits ou du chocolat.
Le ħelwa tat-Tork est très riche en calcium et en phosphore.